# Mervyn LeRoy
Mervyn LeRoy (n. 15 octombrie 1900, San Francisco, California – d. 13 septembrie 1987, Beverly Hills, California) a fost un regizor american, producător și uneori actor.

## Biografie
Născut la San Francisco din părinți evrei, Edna (n. Armer) și Harry LeRoy. Familia sa a fost sărăcită în timpul cutremurului din San Francisco din 1906. După aceea, el și vărul său, Jesse Lasky, au mers la Hollywood.

## Carieră
LeRoy a lucrat la costume, în laboratoare de prelucrare și ca operator asistent până când a devenit un scriitor de gaguri și actor în filme mute. Primul său loc de muncă ca regizor a fost în anul 1927 când a realizat filmul No Place to Go. Când filmele sale au avut încasări mari, fără a costa prea mult, LeRoy a ajuns să fie bine primit în industria filmului.
În 1931 a regizat două filme cheie care l-au făcut vedetă pe Edward G. Robinson: Five Star Final (film nominalizat la Oscar care critică jurnalismul tip tabloid) și filmul epic clasic cu gangsteri Micul Caesar. Din acel moment, LeRoy devine responsabil pentru o gamă variată de filme ca regizor și producător. În 1938 el a fost ales ca șef al producției la MGM, unde a fost responsabil pentru decizia de a face Vrăjitorul din Oz. El este cel care a descoperit actori ca Loretta Young, Clark Gable, Robert Mitchum și Lana Turner.
În anii 1950, LeRoy a regizat musicaluri cum ar Lovely to Look At, Million Dollar Mermaid, Latin Lovers și Rose Marie. El s-a mutat la Warner Brothers, unde a fost responsabil pentru filme celebre precum Mister Roberts, The Bad Seed, No Time for Sergeants, The FBI Story și Gypsy.
El a fost nominalizat în 1943 pentru cel mai bun regizor pentru Random Harvest și, de asemenea, în 1940 ca producător al peliculei Vrăjitorul din Oz. În plus, el a primit un Oscar onorific în 1946 pentru The House I Live In, "pentru toleranță în subiectele scurte" și Premiul Memorial Irving G. Thalberg în 1976.
Un total de opt filme regizate și co-regizate de Mervyn LeRoy au fost nominalizate pentru cel mai bun film la Oscar, fiind printre primii regizori la acest capitol.

## Filmografie parțială

### Anii 1920-1930
- 1922 The Ghost Breaker (The Ghost Breaker) (ca actor, rolul unei fantome, nemenționat)
- 1923 Prodigal Daughters (ca actor, rol unui vânzător de ziare, nemenționat)
- 1931 Little Caesar
- 1931 Five Star Final
- 1931 Tonight or Never
- 1932 High Pressure
- 1932 The Heart of New York
- 1932 Two Seconds
- 1932 Three on a Match
- 1932 I Am a Fugitive from a Chain Gang
- 1933 Elmer, the Great
- 1933 Gold Diggers of 1933
- 1933 Tugboat Annie
- 1933 The World Changes
- 1934 Heat Lightning
- 1935 Oil for the Lamps of China
- 1935 Page Miss Glory
- 1935 I Found Stella Parish
- 1936 Anthony Adverse
- 1937 They Won't Forget  (ca regizor, nemenționat)
- 1939 Vrăjitorul din Oz (The Wizard of Oz, ca regizor, nemenționat)

### Anii 1940
- 1940 Waterloo Bridge
- 1940 Escape
- 1941 Blossoms in the Dust
- 1941 Johnny Eager (Johnny Eager)
- 1942 Random Harvest
- 1943 Madame Curie
- 1944 Thirty Seconds Over Tokyo
- 1945 The House I Live In
- 1946 Without Reservations
- 1948 Homecoming
- 1949 Little Women

### Anii 1950
- 1951 Quo Vadis?
- 1952 Million Dollar Mermaid
- 1953 Latin Lovers
- 1955 Mister Roberts
- 1956 The Bad Seed
- 1956 Toward the Unknown
- 1958 No Time for Sergeants
- 1958 Home Before Dark
- 1959 The FBI Story

### Anii 1960
- 1961 The Devil at 4 O'Clock
- 1961 A Majority of One
- 1962 Gypsy
- 1963 Mary, Mary

## Premii Oscar acordate pentru filmele lui Mervyn LeRoy și nominalizări
| An      | Film                                    | Nominalizări la Premiile Oscar | Premii Oscar câștigate |
| ------- | --------------------------------------- | ------------------------------ | ---------------------- |
| 1930–31 | Little Caesar                           | 1                              | 0                      |
| 1931–32 | Five Star Final BP                      | 1                              | 0                      |
| 1932–33 | I Am a Fugitive from a Chain Gang BP BA | 3                              | 0                      |
| 1932–33 | Gold Diggers of 1933                    | 1                              | 0                      |
| 1936    | Anthony Adverse BP BSA                  | 7                              | 4                      |
| 1940    | Waterloo Bridge                         | 2                              | 0                      |
| 1941    | Blossoms in the Dust BP BA              | 4                              | 1                      |
| 1942    | Johnny Eager BSA                        | 1                              | 1                      |
| 1942    | Random Harvest                          | 7 BP, BD, BA, BSA              | 0                      |
| 1943    | Madame Curie BP BA BA                   | 7                              | 0                      |
| 1944    | Thirty Seconds Over Tokyo               | 2                              | 1                      |
| 1945    | The House I Live In                     | 1                              | 1                      |
| 1949    | Little Women                            | 2                              | 1                      |
| 1951    | Quo Vadis BP, BSA BSA                   | 8                              | 0                      |
| 1952    | Million Dollar Mermaid                  | 1                              | 0                      |
| 1955    | Mister Roberts                          | 3                              | 1                      |
| 1956    | The Bad Seed                            | 4                              | 0                      |
| 1961    | A Majority of One                       | 1                              | 0                      |
| 1962    | Gypsy                                   | 3                              | 0                      |

Legenda: 
- BP - Premiul Oscar pentru cel mai bun film
- BD - Premiul Oscar pentru cel mai bun regizor
- BA - Premiul Oscar pentru cel mai bun actor
- BSA - Premiul Oscar pentru cel mai bun actor în rol secundar